# 178-й ракетный полк
178-й ракетный полк — формирование (воинская часть, ракетный полк) Ракетных войск стратегического назначения СССР (РВСН) Вооружённых сил Союза Советских Социалистических Республик (ВС СССР).
Условное наименование — войсковая часть (в/ч) № 23467).

## История
178-й ракетный полк (В/Ч № 23467) сформирован на базе помещений расформированной танковой дивизии с сентября 1959 года как отдельный полк с непосредственным подчинением 43-й воздушной армии Дальней авиации (г. Винница) под легендой школы младших авиационных специалистов (ШМАС). Штаб размещался в пос. Шалхи (пригород Орджоникидзе), затем — в жилом городке 1 рдн (3 км от аула Сурхахи). Полк состоял из трёх ракетных дивизионов и дивизиона транспортировки и заправки КТР: 1 и 2 рдн — в каждом по четыре наземных пусковых установки с ракетами Р-12, 3 рдн — четыре шахтных групповых пусковых установки с установленными в них ракетами Р-12У.
1059-я ремонтно-техническая база во время формирования размещалась в пос. Шалхи (пригород Орджоникидзе), затем штаб и техническая позиция размещались в 3 км от позиции 1 рдн 178 рп.
18 апреля 1961 год. 178 рп (командир полка подполковник Запорожец Михаил Иванович)(КП, 1 рдн (командир 1 рдн майор Авдеев Степан Николаевич) и 1059 ртб заступили на боевое дежурство первыми в боевом составе бригады.
На основании директивы Министра обороны СССР от мая 1960 года на базе управления и частей 65-й тяжёлой миномётной Краснознамённой орденов Кутузова и Александра Невского бригады 6-й артиллерийской дивизии прорыва было сформировано управление 46-й ракетной бригады Резерва Верховного Главного командования. Штаб бригады располагался в помещениях расформированной 65-й тяжёлой миномётной бригады в г. Прохладный Кабардино-Балкарской Автономной Советской Социалистической Республики. Согласно директиве Министра обороны СССР от апреля 1961 года 46-я ракетная бригада преобразована в 35-ю Краснознамённую орденов Кутузова и Александра Невского ракетную дивизию
Комплектование полка и базы офицерским составом осуществлялось в основном за счёт расформировываемых авиационных частей и соединений, в большей части — из Дальней авиации.
Летом 1960 года личный состав дивизионов 178 рп приступил к освоению ракеты Р-2. Днём изучали эксплуатационно-техническую документацию (ЭТД), боевые элементы комплекса, индивидуальные карточки работы номеров расчётов и принятие зачётов на допуск к самостоятельной работе в составе боевого расчёта. Практические занятия проводились на учебной стартовой позиции (УСП), оборудованной на технической зоне 47-го военного городка (пос. Спутник), и только в ночное время с соблюдением всех мер скрытости. Новому для всех ракетному делу учились одновременно и командиры, и военнослужащие срочной службы. На первых порах учебная стартовая позиция занимала небольшое пространство, агрегаты размещались скученно, внутриплощадочная связь работала плохо, «пуск» осуществлялся с броневой машины, слаженность боевых расчётов была слабой.
Однако качество занятий по мере приобретения опыта улучшалось, в том числе благодаря повышенному вниманию индивидуальной подготовке номеров расчётов, проведению тренажей, предшествующих комплексным занятиям, и, в первую очередь, подбору и подготовке инструкторской группы.
Осенью 1960 года 178-й полк получил задачу по переподготовке офицерского состава на БРК, вооружённый ракетой Р-12 (8К63). Обучение осуществлялось на курсах при учебных центрах и военно-учебных заведениях РВСН. В это же время в расположение полка поступают элементы боевого стартового комплекса с наземными и шахтными пусковыми установками (ПУ), начинаются интенсивные строительно-монтажные работы на стартовых позициях.
Учебную позицию, которую построили силами личного состава полка в 47-м военном городке для учебного РК с Р-12 (8К63)), использовать для проведения занятий с боевыми агрегатами было нельзя из-за невозможности скрытого проведения занятий. Поэтому в Тарском ущелье опять же своими силами была построена учебная стартовая позиция, которую условно назвали «Пионерский лагерь».
Для обеспечения легенды прикрытия полка летом 1960 года из Полтавы перегнали самолёты Ту-4 и МиГ-15бис (УТИ МиГ-15бис). Садились они на аэродроме г. Беслана, а на позиции 1-го и 2-го дивизионов доставлялись в разобранном виде. Задача была не из лёгких. Для самолётов была построена стоянка, выделена группа специалистов, которая периодически проводила на них работы, в том числе и связанные с запуском двигателей, имитируя тем самым принадлежность полка к Военно-воздушным силам.
До окончания строительства боевых стартовых позиций (БСП) и жилой зоны штаб и личный состав полка размещались в казармах 47-го военного городка в пригороде Орджоникидзе. Небольшая часть семей офицеров и сверхсрочнослужащих управления дивизии и полка размещались в посёлке. Благодаря стараниям командира полка подполковника Запорожца М. И., помощника командующего Северо-Кавказским военным округом (СКВО) по строительству и расквартированию полковника Игнатенко, пристального внимания к решению этой проблемы командующего СКВО дважды Героя Советского Союза генерала армии Плиева Исы Александровича и первого секретаря Северо-Осетинского обкома коммунистической партии Кабалоева Билара Емазаевича в короткие сроки было развернуто строительство жилья в пос. Спутник, в Орджоникидзе и на БСП.
3 рдн с шахтными групповыми ПУ размещался в 50 км от штаба полка, степень его боеготовности была значительно выше, чем у «наземных» дивизионов. Генеральным планом предусматривалось строительство пристартового городка со всей инфраструктурой, необходимой для жизни и быта военнослужащих срочной службы, а также офицеров, сверхсрочников и их семей. БСП и жилой городок представлял собой самостоятельный гарнизон.
18 апреля 1961 года полк заступил на боевое дежурство в составе дежурных сил 178 рп (КП рп, 1 рдн с наземными пусковыми установками и четырьмя ракетами Р-12Н) и 1059 ртб.
Штабы 178 рп и 1059 ртб размещались в пригород Орджоникидзе — в военном городке Шалхи, затем в жилом городке 1 рдн. 31 декабря 1961 года 2 рдн 178 рп (командир 2 рдн капитан Велюзин Николай Александрович) прибыл в основной позиционный район (у н.п. Сурхахи) и заступил на боевое дежурство.
Пока шло строительство БСП 178 рп в Тарском ущелье была оборудована учебная стартовая позиция, на которой личный состав батарей при проведении комплексных занятий приобретал навыки по подготовке ракеты к пуску. В дивизионе с шахтными ПУ старались использовать все возможности по освоению сложного оборудования и технических систем, прежде всего при их монтаже и наладке. С этой целью личный состав закреплялся за соответствующими специалистами монтажных и пусконаладочных предприятий, участвовал в совместной с ними работе. Часть офицеров прошли подготовку на трёхмесячных курсах на 4-м Государственном центральном полигоне (Капустин Яр).
В дальнейшем из наиболее подготовленных офицеров создавались контрольно-приёмные группы, которые сыграли большую роль в период приема БРК в эксплуатацию. Поскольку 178 рп был сформирован раньше других и офицерский состав был более подготовлен, то главный инженер дивизии подполковник Мусин А. В. из наиболее грамотных техников и начальников отделений сформировал инструкторскую группу. Эта группа выезжала в 479 рп в целях оказания помощи в подготовке личного состава, а в последующем и проверки боевой готовности стартовых батарей и при проверках Винницкой и Смоленской ракетных армий в составе групп Главнокомандующего РВСН.
Много было трудностей, связанных с транспортировкой крупногабаритной техники, а особенно учебно-боевых ракет, в запасные позиционные районы (полевые БСП) 1-го и 2-го «наземных» дивизионов 178 рп, в высокогорные районы по ущельям и неприспособленным горным дорогам. Это требовало много сил, большого нервного напряжения и организованности от всех участников марша.
Сложный горный рельеф местности. Особенно в тяжёлых условиях на сильно пересечённой горно-лесистой местности находились «наземные» дивизионы 178 рп: БСП 2 рдн размещалась на высоте 970 метров над уровнем моря, чуть ниже — БСП 1 рдн. Крутые подъёмы и спуски, ограниченные радиусы поворотов сильно затрудняли манёвр техники, особенно при совершении марша колонной дивизиона на УБСП, которая размещалась у н.п. Семашки, недалеко от г. Грозного. С учётом требований скрытности, марши совершались только в тёмное время суток, поэтому становились чрезвычайно опасными. Положение усугублялось ещё и тем, что в ночное время, даже иногда в летнее время, дороги часто покрывались гололедом. К сожалению, случались и аварии с поломками техники.
В 1962—1963 годах одна стартовая батарея и отделение регламентных работ 1 рдн 178 рп участвовали в полигонных испытаниях комплекса противоракетной обороны.
В одно из воскресений октября 1975 года в 6:00 был осуществлён подъём полка по учебно-боевой тревоге с выполнением ряда мероприятий по занятию повышенной боевой готовности, в том числе с реальным выводом 1 рдн 178 рп на учебную боевую стартовую позицию. Но одна из стартовых батарей 1 рдн (командир дивизиона майор Ягофаров Р. З.) 178 рп (командир подполковник Вершков И. В.) не уложилась по времени с занятием УБСП из-за трудных погодных и дорожных условий в этот период года в горах. Приказ ГК РВСН был выполнен, но в дальнейшем удалось убедить командование и штабы РВСН и 43 РА о снятии с 178 рп задачи по выводу на ПБСП.
В августе 1976 года с эпицентром примерно в 30 км от станицы Ассиновская, где размещался 3 рдн 178 рп (командир дивизиона майор Лопатин Н. И.), произошло сильное землетрясение, в результате которого подверглись разрушению жилые дома, казармы жилого городка, ангары для хранения техники, нарушено прицеливание ракет в шахтных ПУ 3 рдн 178 рп, К счастью, жертв среди военнослужащих и их семей не было. Все восприняли удар стихии достойно, без паники, но были переселены в палатки, так как входить в казармы и жилые дома было опасно. Подземные толчки ощущались в течение трёх суток. Принятыми мерами в короткие сроки боеготовность дивизиона была восстановлена.
В конце 1979 года сняты с боевого дежурства 1-й, затем 2-й дивизионы 178 рп, первыми заступившие на БД ещё в составе ракетной бригады. 20 сентября 1980 года 178 рп (КП рп, 3-й «шахтный» дивизион) и 1059 ртб были сняты с боевого дежурства. После отправки вооружения и техники, проведения демонтажных работ на боевых и технических позициях 178 рп осуществили организационно-штатные мероприятия по расформированию. Так закончили существование первые в дивизии за время дислокации на Северном Кавказе «Орджоникидзевский» ракетный полк и ремонтно-техническая база.

## Вооружение
Основное вооружение:
- с 1961 года по 1981 год — ракетный комплекс, с ракетами средней дальности Р-12 (8К63), наземная стартовая позиция
- с 1963 года по 1982 год — ракетный комплекс, с ракетами средней дальности Р-12У (8К63У), шахтный вариант

## Командование

### 178 ракетный полк

#### Командиры 178 полка
- С августа 1959 по 1962 год — подполковник Запорожец Михаил Иванович
- С 1962 по 1964 год — полковник Крупенин Геннадий Ильич
- С 1964 по 1972 год — полковник Вовк Николай Николаевич
- С 1972 по 1974 год — полковник Веселов Аркадий Викторович
- С 1974 по 1977 год — подполковник Вершков Иван Васильевич
- С 1977 по 1979 год — подполковник Кумов Виктор Григорьевич
- С 1979 по 1980 год — подполковник Жураховский Пётр Кирилович

#### Заместители командира полка
- С августа 1959 по май 1961 год —  инженер-капитан Гладун Владимир Григорьевич
- С ____ по ____ год — майор Егоров Вячеслав Фёдорович
- С ____ по 197_ год — подполковник Бугай Анатолий Игнатьевич
- С_1975 по 1977 год- майор Мухин

#### Начальники штаба полка
- С августа 1959 по 1962 год — майор Цебоев Ибрагим Беккерович
- С ____ по 1967 год — подполковник Варганов Владимир Валентинович
- С 1967 по 1970 год — подполковник Кагья Михаил Маркович
- С 1970 по ____ год — подполковник Баранов Владимир Лукич
- С ____ по ____ год — подполковник Гольтяев Юрий Георгиевич
- С ____ по ____ год — Алексеенко

#### Заместители командира полка по политической части
- С ____ по ____ год — майор Толдов Пётр Васильевич
- с 19__ по 19__ год - подполковник Хазарянц Анатолий Данилович
- С ____ по ____ год — подполковник Мазаков
- С _1974___ по _1978___ год — подполковник Майстренко Георгий Ульянович
- С ____ по ____ год — Антонов
- С 197_ по ____ год — Гаджиев Гайдархан Абдулмаликович

#### Заместители командира полка по ракетному вооружению — главные инженеры
- С ____ по ____ год — инженер-капитан Григорьев Анатолий Павлович
- С ____ по ____ год — подполковник Яресько Яков Степанович
- С ____ по ____ год — капитан Супрун

##### Старший инженер полка по заправочному оборудовании
- - С 19__ по 19__ год - капитан Никитан

#### Заместители командира полка по тылу
- С ____ по ____ год — майор Топоровский Михаил Павлович
- С ____ по ____ год — майор Данилов И. Г.
- С ____ по ____ год — подполковник Марущенко
- с 19__ по 19__ год - подполковник Дзуцев Борис Павлович

#### Начальники химической службы полка
- с 1970 по декабрь 1979 года - майор Леонтьев Арнольд Васильевич

#### Командиры 1 рдн
- С сентября 1959 по сентябрь 1962 год — майор Авдеев Степан Николаевич
- С сентября 1962 по 1969 год — Соколов Аскольд Павлович
- С 1969 по ____ год — Фурса Евгений Григорьевич
- С ____ по ____ год — майор Гольтяев Юрий Георгиевич
- С ____ по ____ год — подполковник Диордица Юлий Яковлевич
- С ____ по ____ год — майор Ягофаров Р. З.

#### Командиры 2 рдн
- С октября 1959 по 1961 год — Велюзин Николай Александрович
- С сентября 1961 по 1967 год — Кагья Михаил Маркович
- С августа 1967 по 1974 год — Турищев Алексей Григорьевич
- С 1974 по 1975 год — Герасименко Анатолий Михайлович
- С 1975 по 19__ год —майор Дорожкин

##### Заместители командира 2 рдн
- - с 19__ по 19__ год - м-р Чернов А.Г.

##### Заместители командира 2 рдн по РВ
- - с 19__ по 19__ год - к-н Клочков С.Я.

##### Начальники штаба 2 рдн
- - с 19__ по 19__ год - к-н Петряев С.В.
  - С 197_ по 1974 год - м-р Герасименко Анатолий Михайлович
  - С 197_ по 197_ год - м-р Ягофаров

##### Замполиты 2 рдн
- - с 19__ по 19__ год - Шорохов
  - с 19__ по 19__ год - к-н Магомедов
  - С 1975 по 197_ год - м-р Чайкин

##### Командиры батарей 2 рдн

###### 5 батареи
- -     - с 19__ по 19__ год - к-н Игнатов С.М.

###### 6 батареи
- -     - с 19__ по 19__ год - к-н Коротков Т.Д.

###### 7 батареи
- -     - с 19__ по 19__ год - к-н Добросов И.С.
    - С 197_ по 197_ год - к-н Ксёнджик Иван Борисович

###### Заместители командира 7 бат 2 рдн
- -     -       - с 19__ по 19__ год - л-т Журавлёв С.М.

###### Начальники отделений 7 бат 2 рдн
- -     -       - 1 отделение
      - с 19__ - 19__ год - ст.л-т Веселяев Ю.Н.
        - командиры расчётов 1 отд. 7 бат.
        - с ноября 1973 по май 1975 - с-т Ника
        - с мая 1975 по ноябрь 1976 - с-т Богачуков

      - 2 отделение
      - с 19__ - 19__ год - л-т Малюга В.Г.
        - командиры расчётов 2 отд. 7 бат.
        - с мая 1974 по ноябрь 1975 - с-т Чепелев

      - 3 отделение
      - с 19__ по 19__ год - л-т Талтыков
      - С 19__ - 197_ год - капитан Быковский 
        - командиры расчётов 3 отд. 7 бат.
        - с мая 1974 по ноябрь 1975 - с-т Писаренко
        - с ноября 1974 по май 1976 - с-т Туаев

- -     -       - 4 отделение

- -     -       - с 19__ по 19__ год - ст.л-т Корчагин Ю.
      - с 19__ - 19__ год - капитан Хоролец Геннадий 
        - ст. операторы 4 отд.
        - с 1974 по 1976 год - лейтенант Шепелев А.
        - командиры расчёта горючего 4 отд 7 бат
        - с мая 1974 по ноябрь 1975 - с-т Махичев Сергей
        - с ноября 1975 по май 1977 - с-т Ляхов
        - командиры расчёта окислителя 4 отд. 7 бат.
        - с мая 1973 по ноябрь 1974 - с-т Семенец
        - с ноября 1974 по май 1976 - с-т Гиренко
        - с мая 1976 по ноябрь 1976 - с-т Пугач
        - командиры расчёта перекиси водорода 4 отд 7 бат
        - с ноября 1974 по май 1976 - мл.с-т Радченко

###### 8 батареи
- -     - с 19__ по 19__ год - к-н Тарасов Л.М.
    - с 19__ по 197_ год - майор Туркин

#### Командиры 3 рдн
- С ____ по ____ год — подполковник Григорьев Борис Дмитриевич
- С ____ по ____ год — Толстой Виктор Иванович
- С ____ по май 1976 год — Семаков
- С мая 1976 по 1978 год — майор Лопатин Николай Иванович
- С 1978 по 1980 год — Бичиянц Лев Александрович

### 1059 ремонтно-техническая база (приданная 178 рп)

#### Командиры(начальники)
- С 1960 по 1973 год — полковник Герасев Николай Андреевич
- С 1973 по 1977 год — полковник Калачёв Анатолий Николаевич
- С 1977 по 1980 год — полковник Тер-Акопов Борис Авакович

#### Главные инженеры
- С ____ по _____ год — полковник Идиатуллин Музин Зенатович

#### Начальники штаба
- С ____ по _____ год — полковник Беляновский Даниил Васильевич

#### заместители начальника по политчасти
- С ____ по _____ год — майор Налётов
- С ____ по _____ год — полковник Веселов